# Hrvatski animirani film
Animirani i crtani film u Hrvatskoj, a osobito u velikim, kulturnim gradskim sredinama kakav je prije i poslije rata bio Zagreb, stvarao se entuzijazmom zanesenjaka. Zbog toga njegov formalni razvoj i organizacija nikad nisu bili teme i planovi rezolucija i idejno-estetskih platformi. Samim tim dugo vremena, do sredine pedesetih, izostao je interes šire društvene zajednice i javnosti za ovu vrstu umjetničkog stvaralaštva, pa su kontinuitet i tehnička baza proizvodnje crtano filmskih ostvarenja bili zakinuti za subvencije društvenih institucija.

## Povijest
Nezaobilazno ime u povijesti nastajanja crtanog i animiranog filma u Zagrebu vezano je za Poljaka, emigranta iz Rusije, Sergija Tagatza. Dolaskom u Zagreb početkom 1922. godine, s već iskustvom animacije iz filmske kuće „ Jermoljev“ s Jalte, izrađuje i snima prve animirane reklame u „Jugoslavija filmu“ zagrebačkom poduzeću za proizvodnju filmova.
Filmovi su bili dugi 20 metara na normalnoj kino-vrpci, a reklamirali su Alda čaj i Pastu za cipele. U naredne dvije godine Tagatz je izradio ukupno četiri reklamna animirana filma i nastavio eksperimentirati s novim tehnikama i mogućnostima crtanja i animiranja.
Tek 1928. godine u foto-filmskom laboratoriju „ Škole narodnog zdravlja „ započela se ponovno primjenjivati i koristiti animacija kao insert u dokumentarnim i edukativnim filmovima. Zaslugom dr Milana Marjanovića, Aleksandra Gerasimova i snimatelja Stanislava Noworyta snimljen je prvi film sa sjenama. 
Tagatzovi počeci i kontinuitet, sve do ratnih dana 1942., ekipe iz „ Škole narodnog zdravlja„ bili su temelj i stečeno iskustvo za sva kasnija ostvarenja crtanofilmskih entuzijasta i autora.
Od 1931. – 1936. godine u Zagrebu se u okviru „ Maarton-filmska reklama“ braće Zvonka, Vlade i Ivana Mondschein radilo se na cijelom nizu animiranih i crtanih filmova za potrebe reklama proizvoda i tvrtki. Zbog velikog obima posla i bržek proizvodnog procesa šefica studia Ilsa Polley angažira akademskog slikara Pavla Gavranića kao crtača, a on za pomoć zaposli kolegicu sa studija Gerty Gorjan i animatore crtače Vilima Firšta, Mladena Furešta i Andriju Žica.
U istom razdoblju, ali i kroz cijelo ratno razdoblje 1932. – 1944. godine bitna su za spomenut i još neka nezaobilazna imena entuzijasta i profesionalca predratne Hrvatske kinematografije i animiranog filma: Viktor Rybak, Oktavijan Miletić, Kamilo Tompa, Srđan Krizman i Kosta Hlavaty.
U prvim poratnim danima u Zagrebu je formirana Direkcija za Hrvatsku – Filmskog poduzeća DFR Jugoslavije, koja je imala zadatak da nastavi pokušaje i istraživanja u domeni animacije iz ratnih godina. Kosta Hlavatny s iskustvima iz ratnog perioda okuplja ekipu koja je već 1945. godine realizirala prve poslijeratne animirane uratke.

## Autori i suradnici
Norbert i Walter Neugebauer, Frano Vodopivec i Rudolf Schlich  bili su prvi autori i suradnici na filmovima Svi na izbore i Crna kraljica. Dvije godine kasnije u okviru već formiranog poduzeća «Jadran film», osniva se i osamostaljuje grupa entuzijasta u redakciji nastavnog filma. To su bili Vilim Firšt, Nina Tumin, Bogoslav Petanjek i nezaobilazni inicijator, Kosta Hlavatny. Tijekom naredne tri godine, 1948., 1949. i 1950., oko redakcije satiričkog časopisa Kerempuh i urednika Fadila Hadžića okupila se grupa karikaturista i crtača koja je u redakciji lista inicirala ideju crtano filmskog studija (Oto Reisinger, Andro Lušičić, Ismet Voljevica, Vladimir Delač, Nikola Mucavac, Vlado Kristl, Borivoj Dovniković, Dušan Vukotić i dr.). Prema ideji Mirka Tišlera, a u realizaciji i režiji braće Norberta i Waltera Neugebauera, 1951. godine, izrađen je film Veliki miting. Uspjeh i afirmaciju tog prvog ozbiljnijeg crtano filmskog pothvata prepoznala je u ono vrijeme i politička struktura, pa je Vlada NR Hrvatske 18. travnja 1951. godine predložila formiranje posebnog studija u kojem bi se isključivo stvarali crtani filmovi. Tako je «Duga film» dobio svoj prvi Umjetnički savjet: Walter Neugebauer, Fadil Hadžić, Fedor Hanžeković, Branko Bauer, Vatroslav Mimica i Tihomir Cvrlje. 
Tijekom naredne dvije godine u svom kratkom trajanju «Duga filma», izrađeno je desetak crtano filmskih bisera: Kako se rodio Kićo i Začaran dvorac u Dudincima, Dušana Vukotića, Gol, Norberta Neugebauera, Revija na dvorištu, Andre Lušičića i dr. 
Nakon likvidacije «Duga filma» (1952. godine) i formiranja «Zora filma» (1952. – 1964. ), 1955. godine, grupi već iskusnih entuzijasta, priključili su se Nikola Kostelac, Boris Kolar, Aleksandar Marks, Zlatko Bourek i Vladimir Jutriša. 

## Zora film
U studiju «Zora filma», pod vodstvom Aleksandra Marksa i Nikole Kostelca nastaje prvi crtani film u boji Crvenkapica. 
Uspjeh ovog projekta ponovno je zaintrigirao gradske i republičke strukture, pa je Savjet za nauku i kulturu SR Hrvatske donio odluku o objedinjavanju crtano filmskih studija u jedinstvenu filmsku proizvodnu kuću.
U to vrijeme u Zagrebu, za razliku od drugih republičkih centara, filmska je proizvodnja bila aktivna u svim domenama filmske produkcije koje su bile raspoređene u različitim poduzećima, institucijama i organizacijama: Škola narodnog zdravlja, Zagreb film, Jadran film, Interpublic, Zora film i dr.

## Zagreb film
„Zagreb film“ (osnovan na inicijativu filmskih radnika 1953./54.), s kojim su već tih godina selidbe i lutanja crtano filmski autori surađivali, bila je najpogodnija producentska kuća za formiranje jedinstvenog crtano filmskog studija. 
Prvog svibnja 1957. godine fuzioniranjem «Zagreb filma» i Zavoda za ekonomsku propagandu «Interpublic», u kojem su se već izrađivali crtano filmski reklamni filmovi, već iskusnoj ekipi Kerempuha, Zora filma, Duga filma, priključuju se Kostanjšek, Grgić, Vunak, Radilović, Dovniković i Dragutin Vunak dotadašnji šef studija i autor u  „ Interpublicu „ prvi reklamni film „  Ipak se kreče „ završava u novom kolektivu „ Studiju za crtani film“ i prve dvije godine preuzima funkciju dramaturga poduzeča, a od 1959 posvečuje se isključivo scenarističkom i režiskom radu. 
Do četvrtog festivalu u Puli 1957. godine „Zagreb film„ završava šest crtanih filmova. Studio za crtani film, započinje povijest i stvaralačko razdoblje do današnjih dana te okuplja autore i artiste koji će kroz buduće razdoblje biti nazvani majstorima, a Studio u kojem su stvarali, Zagrebačka škola crtanog filma.

## Vanjske poveznice
- Hrvatski filmski savez Zapis, bilten Hrvatskog filmskog saveza. Posebni broj 2008. O radionicama i predavanjima. Joško Marušić: Škola o zagrebačkoj školi animacije